# Žatčany
Žatčany (deutsch Satschans, früher Satczan) ist eine Gemeinde in Tschechien. Sie liegt 15 Kilometer südöstlich des Stadtzentrums von Brno und gehört zum Okres Brno-venkov.

## Geographie
Žatčany befindet sich am Fuße der Ausläufer des Steinitzer Waldes in der Thaya-Schwarza-Talsenke. Das Dorf liegt am linken Ufer der Litava, auch Cezava genannt, oberhalb der Einmündung des Hranečnický potok. Südlich erhebt sich der Vinohrádky (218 m). Gegen Südosten liegen die Brunnen des Bitterwassers Šaratica.
Nachbarorte sind Sokolnice im Norden, Újezd u Brna und Šternov im Nordosten, Třebomyslice und Otnice im Osten, Šaratský Dvůr, Bošovice, Šinkovický Dvůr und Nesvačilka im Südosten, Rozářín, Moutnice und Jalovisko im Süden, Albrechtov und Blučina im Südwesten, Měnín und Rajhradice im Westen sowie Otmarov, Vladimírov und Telnice im Nordwesten.

## Geschichte

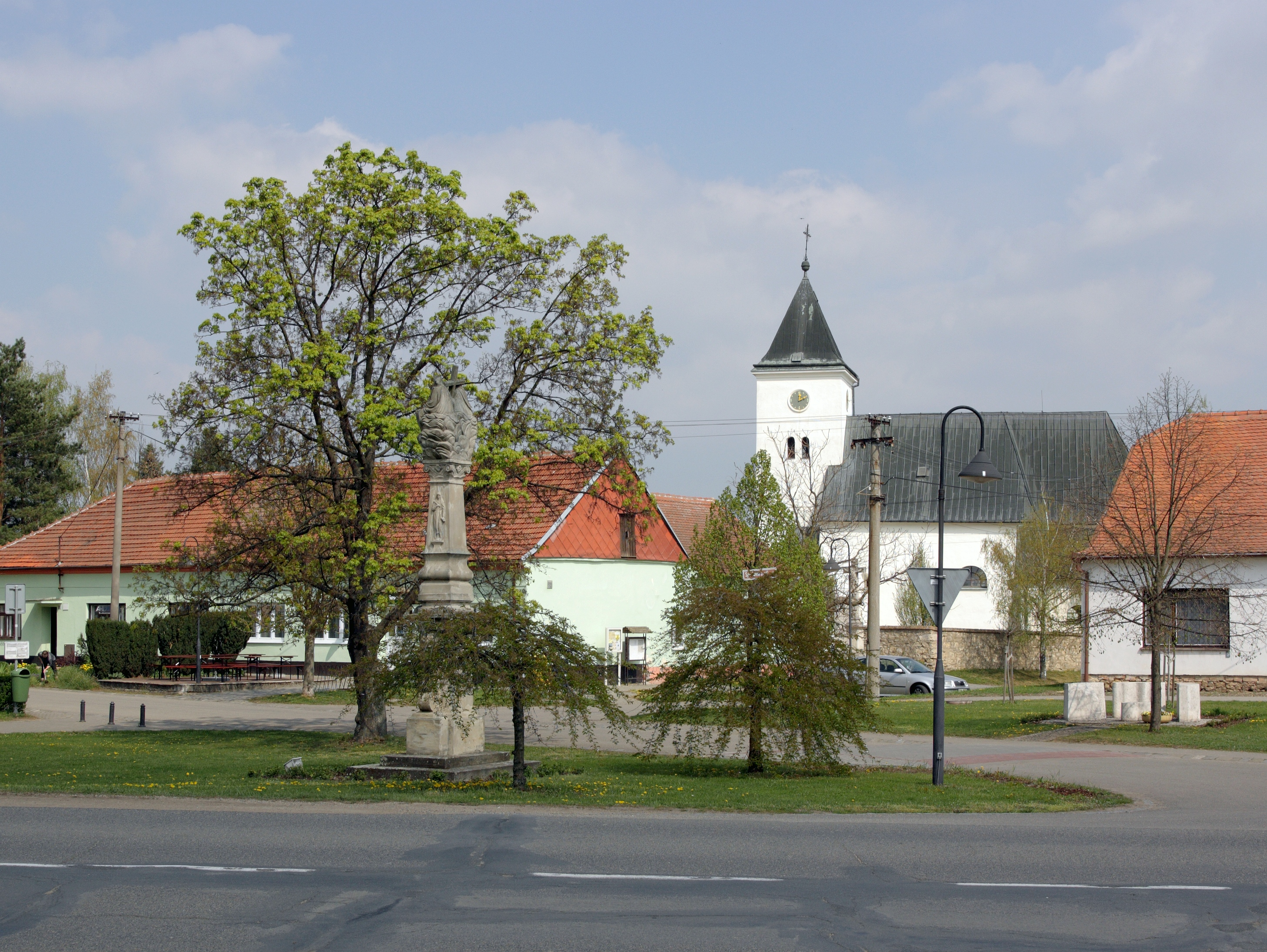
Ortszentrum von Žatčany

Die erste schriftliche Erwähnung des Dorfes Satcane erfolgte 1131 in einer Urkunde des Bischofs Heinrich Zdik als Besitzer der Kirche zu Brünn. In der Mitte des 13. Jahrhunderts war Satcane ein bedeutsames Dorf und gehörte zu den Besitzungen des Bistums Olmütz. Der Ort besaß das Privileg für einen Markt für jagdbares Wild. Nachdem das Marktrecht zeitweilig auf Měnín übertragen worden war, verfügte König Wenzel I. im Jahre 1248 wieder dessen Abhaltung an der althergebrachten Stelle in Satcane.
Seit dem Jahre 1247 ist die Existenz der Kirche des hl. Martin und einer Plebanie in Satcane nachweislich. Im Jahre 1348 schloss Markgraf Jobst von Mähren das Dorf an die Herrschaft Spielberg an. Nördlich und westlich des Dorfes befand sich seit der zweiten Hälfte des 15. Jahrhunderts der ausgedehnte Satczaner Teich. 1560 wurde Satcane an die Stände der Markgrafschaft Mähren verkauft. Im darauffolgenden Jahr kaufte Hans Haugwitz von Biskupitz das Dorf einschließlich der Teiche Žatčanský, Nesvačil, Hranečník, Jezírko und Nadymač. Der Olmützer Bischof Jan Grodecký von Brod kaufte das Dorf 1573 zurück und schlug es dem Gut Chrlice zu.
Den Ausbruch der Pest im Jahre 1616 überlebten in Žatčany nur 28 Menschen. Zu dieser Zeit warten die Herren von Mensdorf Besitzer von Žatčany. Die Kirche wurde im Jahre 1618 der hl. Dreifaltigkeit umgeweiht. Nach dem Erlöschen der Pfarre, die der Dezimierung der Bevölkerung durch die Pestepidemie geschuldet war, wurde Satschans 1634 nach Újezd u Brna eingepfarrt. Bei der Einführung der Hausnummern wurden in Žatčany im Jahre 1771 29 Häuser registriert.
Im Jahre 1785 wurde der herrschaftliche Hof parzelliert und östlich von Žatčany ließ der Olmützer Kreishauptmann Graf Dubský die Ansiedlung Třebomyslice anlegen. Benannt wurde die neue Siedlung nach Třebomyslice bei Horažďovice, woher die Gründer des Dorfes kamen. Die meisten der neuen Siedler waren Deutsche aus den Gegenden von Trübau, Leitomischl und Grulich. 1790 bestand Třebomyslice aus 40 Häusern und hatte 162 Einwohner.
1794 kaufte die Gemeinde von der Herrschaft Chrlice das Rathaus. Vor der Schlacht bei Austerlitz wurde die Gegend im Jahre 1805 von den Franzosen heimgesucht und die Bevölkerung gepeinigt. Nach der Niederlage flohen am Nachmittag des 2. Dezember 1805 die Truppen der Verbündeten über den Damm des Satczaner Teiches. Ein großer Teil der Flüchtenden wurde von den nachrückenden Franzosen in den Teich getrieben. Zwischen dem 6. und 12. Dezember 1805 wurde der Satczaner Teich auf Befehl Napoleons abgelassen und mehr als 200 tote Pferde sowie etliche Wagen geborgen. Die Leichen der Ertrunkenen wurden mit Ausnahme von drei russischen Soldaten im Teich belassen. 1809 fielen erneut die Franzosen ein.
In einer Chaluppe am Friedhof wurde 1815 der Schulunterricht aufgenommen. Bei der Choleraepidemie von 1831 starben in Žatčany 81 Menschen. 1834 wurde der Satczaner Teich trockengelegt, nachdem sich wegen der im Teich befindlichen menschlichen Überreste die Fische nur schlecht verkaufen ließen. Die Teichfläche wurde als Ackerland an J. Rainer aus Tuřany verpachtet. Er ließ die Mühle am Damm 1840 zu einem landwirtschaftlichen Gut umgestalten und errichtete gegenüber eine Zichoriendörrhütte für seine Zichorienkaffeemühle in Tuřany. Bei einem Großfeuer brannten 1844 in Třebomyslice 36 Häuser sowie drei Scheunen von Žatčany nieder.
Nach der Aufhebung der Patrimonialherrschaften bildeten Začany und Třebomyslice ab 1850 zwei selbstständige Gemeinden in der Bezirkshauptmannschaft Auspitz. 1859 wurde in Začany ein neues Schulhaus eingeweiht. 1864 erwarb das Bistum Brünn die Güter. Im Jahre 1869 hatte Začany 452 Einwohner.
Bei einem Hochwasser der Litava brach am 25. Februar 1871 der alte Teichdamm, dabei ertranken in Začany zwei Menschen. Im Jahre 1881 lebten in Začany 462 Menschen. Die Straße von Začany nach Třebomyslice entstand 1887, fünf Jahre später folgte die Straße von Začany nach Újezd. 1890 verkaufte Rainer die Mühle am Damm an das Bistum. Wegen des Anstiegs der Schülerzahlen erfolgte der Bau eines neuen Schulhauses für einen zweiklassigen Schulbetrieb. Dieses wurde 1893 eingeweiht und von den Kindern aus Začany und Třebomyslice besucht. Die Zichoriendörrhütte stellte 1895 den Betrieb ein. 1902 gründete sich eine gemeinschaftliche Freiwillige Feuerwehr für Začany und Třebomyslice. 1907 wurde die Straße von Začany nach Nesvačilka errichtet.
Bei der Volkszählung von 1910 hatte Začany 519 Einwohner, in Třebomyslice waren es 383. Im Jahre 1911 gründete sich der Verein Jednoty pro zařízení samostatné duchovní správy při filiálním chrámu Páně v Žatčanech, dessen Ziel die Wiedereinrichtung der im Pestjahr 1616 eingegangenen Pfarre war.
1921 lebten in der Gemeinde Třebomyslice 472 Menschen und in Začany 465. 1925 wurde der Ortsname Začany in Žatčany geändert. 1928 wurde die Litava bei Žatčany reguliert und begradigt. Im Jahre 1930 wurde die Pfarre in Žatčany erneuert.
Während der deutschen Besetzung wurden in Třebomyslice und Začany fünf deutsche Familien aus Bessarabien angesiedelt. Die 20 Bessarabiendeutschen flohen am 15. April 1945 nach dem ersten russischen Bombenangriff auf das Dorf. Am 23. April 1945 gerieten die Dörfer während der Bratislava-Brünner Operation in die Kämpfe zwischen Roter Armee und Wehrmacht, bei denen 22 Rotarmisten und ein Einwohner starben. Dabei wurden drei Wohnhäuser zerstört, außerdem brannten drei Scheunen nieder. An weiteren Gebäuden, darunter der Schule und Kirche, entstanden Schäden. In der Nacht zum 24. April 1945 sprengte die Wehrmacht vor ihrem Rückzug alle drei Brücken über die Litava.
Nach dem Ende des Zweiten Weltkrieges zogen 143 tschechische Einwohner nach der Vertreibung der Sudetendeutschen in die Gegenden von Znojmo und Šumperk. Dabei handelte es sich um 38 größtenteils unvermögende Familien, die in den Grenzgebieten mit staatlicher Unterstützung zu günstigen Konditionen Häuser und Grundstücke erhielten.
Am 31. Dezember 1948 wurde Třebomyslice mit Začany zu einer Gemeinde zusammengeschlossen. Zugleich wurde die Gemeinde dem neuen Okres Slavkov zugeordnet. Seit dessen Aufhebung im Jahre 1961 gehört Žatčany zum Okres Brno-venkov. 1963 entstand eine neue Brücke über die Litava; sie ersetzte ein nach Kriegsende 1945 errichtetes hölzernes Provisorium. Im selben Jahre erfolgte auch die Regulierung des Hranečnický potok. Seit 1998 führt die Gemeinde ein Wappen und Banner.

## Gemeindegliederung
Für die Gemeinde Žatčany sind keine Ortsteile ausgewiesen. Zu Žatčany gehören die Ortslagen Třebomyslice (Trebomislitz), Kout, Velká Niva, Malé Zahrady und Papírny.

## Sehenswürdigkeiten

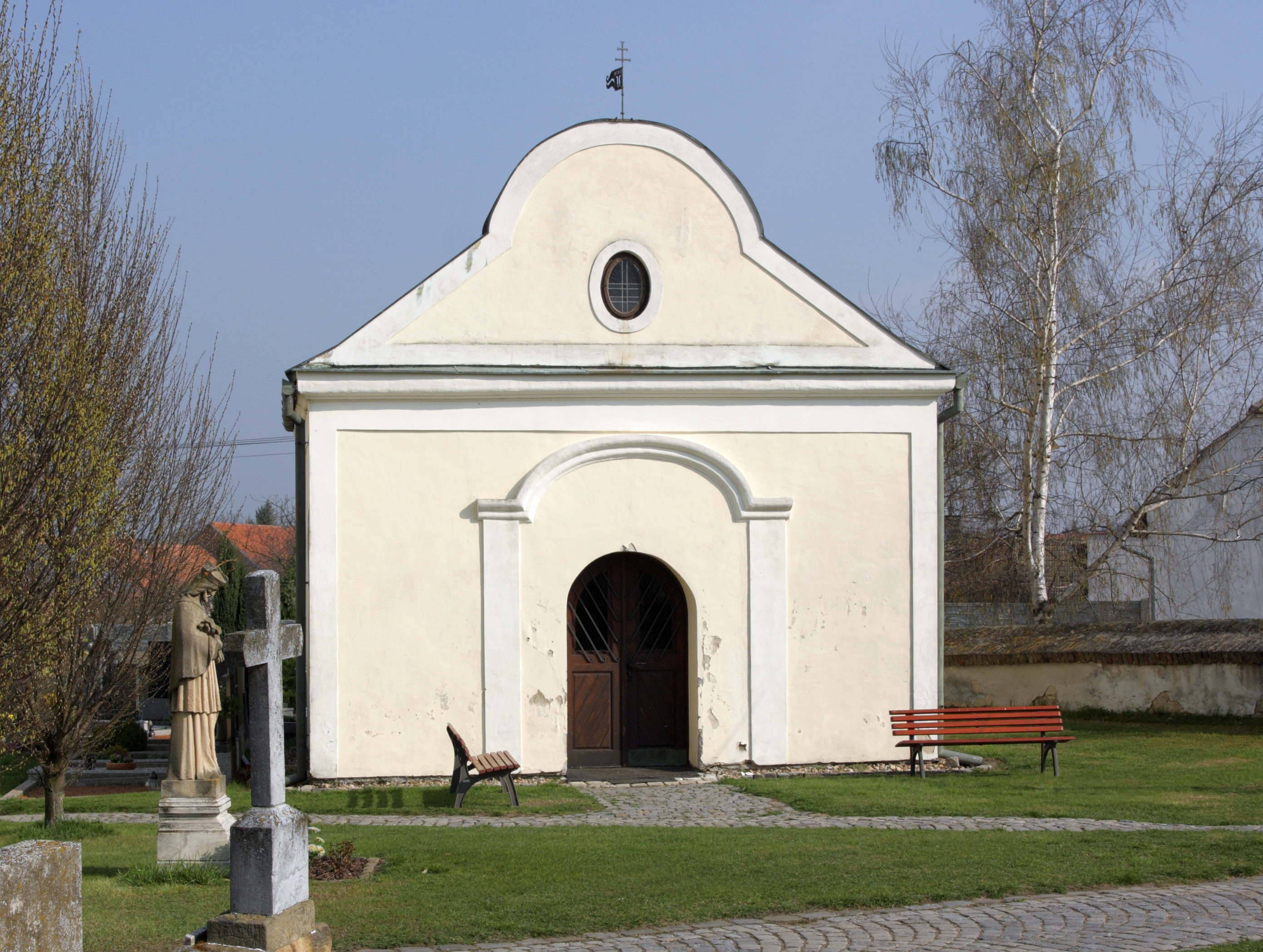
Kapelle der Hl. Maria Magdalena

- Kirche des hl. Dreifaltigkeit. Der Kirchturm der früher dem hl. Martin geweihten Kirche wurde um 1600 erhöht und mit vier Glocken versehen. Nach der Pestepidemie von 1616 wurde die Kirche 1618 der hl. Dreifaltigkeit geweiht. Im Jahre 1700 begann ein barocker Umbau der Kirche.
- Barocke Friedhofskapelle der hl. Maria Magdalena, erbaut zwischen 1616 und 1618
- Naturdenkmal Písky, nordwestlich des Dorfes, die ehemalige Schwimmsandkippe auf dem Terrain des früheren Satczaner Teiches zeichnet sich durch ihre Sandvegetation und -fauna aus
- Ehemalige Mühle am alten Teichdamm